# Artur Schneider (Fußballspieler)
Artur Schneider (* 1. Mai 1993) ist ein deutscher Fußballspieler.

## Karriere
Schneider kam 2002 vom FC Phönix Kleinblittersdorf zum 1. FC Saarbrücken. Bis 2011 wurde er ausschließlich in den Jugendteams eingesetzt. Ab Herbst 2011 spielte er auch für die zweite Mannschaft der Saarbrücker. Im Frühjahr 2012 unterschrieb er in Saarbrücken einen bis 2014 geltenden Profivertrag. Ab der Saison 2012/13 wurde Schneider sowohl in der ersten als auch in der zweiten Mannschaft eingesetzt. Zur Saison 2014/15 wechselte er zum Oberligisten SV Röchling Völklingen. Mit dem SVR wurde Schneider in der Saison 2016/17 Oberliga-Vizemeister und stieg in die Regionalliga Südwest auf. Er verließ danach den Verein und schloss sich dem Saarlandligisten SC Halberg Brebach an.

## Erfolge
- Vizemeister der Oberliga Rheinland-Pfalz/Saar 2016/17 und Aufstieg in die Regionalliga Südwest